# Eleições presidenciais de 2016 em Setúbal

## Resultados oficiais
| Candidato               | Candidato                | Votos   | %               |
| ----------------------- | ------------------------ | ------- | --------------- |
|                         | Marcelo Rebelo de Sousa  | 20 040  | 41,00 / 100,00  |
|                         | António Sampaio da Nóvoa | 14 149  | 28,95 / 100,00  |
|                         | Marisa Matias            | 6 377   | 13,05 / 100,00  |
|                         | Edgar Silva              | 3 431   | 7,02 / 100,00   |
|                         | Maria de Belém Roseira   | 2 152   | 4,40 / 100,00   |
|                         | Paulo de Morais          | 1 184   | 2,42 / 100,00   |
|                         | Vitorino Silva           | 1 006   | 2,06 / 100,00   |
|                         | Henrique Neto            | 346     | 0,71 / 100,00   |
|                         | Jorge Sequeira           | 112     | 0,23 / 100,00   |
|                         | Cândido Ferreira         | 77      | 0,16 / 100,00   |
| Votos Inválidos         | Votos Inválidos          | 869     | 1,75 / 100,00   |
| Total                   | Total                    | 49 743  | 100,00 / 100,00 |
| Eleitorado/Participação | Eleitorado/Participação  | 103 553 | 48,04 / 100,00  |

## Resultados por Freguesia
Os resultados dos candidatos por freguesia foram os seguintes:
| Freguesia                          | %     | %     | %     | %     | %    | %    | %    | %    | %    | %    | Votantes |
| Freguesia                          | MRS   | ASN   | MM    | ES    | MBR  | PM   | VS   | HN   | JS   | CF   | Votantes |
| ---------------------------------- | ----- | ----- | ----- | ----- | ---- | ---- | ---- | ---- | ---- | ---- | -------- |
| Azeitão (São Lourenço e São Simão) | 46,26 | 28,04 | 11,40 | 5,09  | 3,95 | 2,82 | 1,57 | 0,64 | 0,09 | 0,13 | 8 707    |
| Gâmbia-Pontes-Alto da Guerra       | 39,38 | 26,02 | 12,93 | 11,35 | 4,59 | 2,25 | 2,25 | 0,59 | 0,36 | 0,28 | 2 576    |
| Sado                               | 25,17 | 33,40 | 16,17 | 15,77 | 5,15 | 0,97 | 2,23 | 0,57 | 0,32 | 0,24 | 2 495    |
| São Sebastião                      | 37,29 | 29,75 | 14,83 | 7,71  | 4,82 | 2,14 | 2,39 | 0,65 | 0,26 | 0,16 | 18 803   |
| Setúbal                            | 44,97 | 28,31 | 11,48 | 5,32  | 4,03 | 2,77 | 1,89 | 0,84 | 0,23 | 0,14 | 17 162   |
| Setúbal                            | 41,00 | 28,95 | 13,05 | 7,02  | 4,40 | 2,42 | 2,06 | 0,71 | 0,23 | 0,16 | 49 743   |

#### Azeitão
| Candidato               | Candidato                | Votos  | %               |
| ----------------------- | ------------------------ | ------ | --------------- |
|                         | Marcelo Rebelo de Sousa  | 3 947  | 46,26 / 100,00  |
|                         | António Sampaio da Nóvoa | 2 393  | 28,04 / 100,00  |
|                         | Marisa Matias            | 973    | 11,40 / 100,00  |
|                         | Edgar Silva              | 434    | 5,09 / 100,00   |
|                         | Maria de Belém Roseira   | 337    | 3,95 / 100,00   |
|                         | Paulo de Morais          | 241    | 2,82 / 100,00   |
|                         | Vitorino Silva           | 134    | 1,57 / 100,00   |
|                         | Henrique Neto            | 55     | 0,64 / 100,00   |
|                         | Cândido Ferreira         | 11     | 0,13 / 100,00   |
|                         | Jorge Sequeira           | 8      | 0,09 / 100,00   |
| Votos Inválidos         | Votos Inválidos          | 174    | 2,00 / 100,00   |
| Total                   | Total                    | 8 707  | 100,00 / 100,00 |
| Eleitorado/Participação | Eleitorado/Participação  | 15 348 | 56,73 / 100,00  |

#### Gâmbia-Pontes-Alto da Guerra
| Candidato               | Candidato                | Votos | %               |
| ----------------------- | ------------------------ | ----- | --------------- |
|                         | Marcelo Rebelo de Sousa  | 996   | 39,83 / 100,00  |
|                         | António Sampaio da Nóvoa | 658   | 26,02 / 100,00  |
|                         | Marisa Matias            | 327   | 12,93 / 100,00  |
|                         | Edgar Silva              | 287   | 11,35 / 100,00  |
|                         | Maria de Belém Roseira   | 116   | 4,59 / 100,00   |
|                         | Paulo de Morais          | 57    | 2,25 / 100,00   |
|                         | Vitorino Silva           | 57    | 2,25 / 100,00   |
|                         | Henrique Neto            | 15    | 0,59 / 100,00   |
|                         | Jorge Sequeira           | 9     | 0,36 / 100,00   |
|                         | Cândido Ferreira         | 7     | 0,28 / 100,00   |
| Votos Inválidos         | Votos Inválidos          | 47    | 1,82 / 100,00   |
| Total                   | Total                    | 2 576 | 100,00 / 100,00 |
| Eleitorado/Participação | Eleitorado/Participação  | 4 884 | 52,74 / 100,00  |

#### Sado
| Candidato               | Candidato                | Votos | %               |
| ----------------------- | ------------------------ | ----- | --------------- |
|                         | António Sampaio da Nóvoa | 824   | 33,40 / 100,00  |
|                         | Marcelo Rebelo de Sousa  | 621   | 25,17 / 100,00  |
|                         | Marisa Matias            | 399   | 16,17 / 100,00  |
|                         | Edgar Silva              | 389   | 15,77 / 100,00  |
|                         | Maria de Belém Roseira   | 127   | 5,15 / 100,00   |
|                         | Vitorino Silva           | 55    | 2,23 / 100,00   |
|                         | Paulo de Morais          | 24    | 0,97 / 100,00   |
|                         | Henrique Neto            | 14    | 0,57 / 100,00   |
|                         | Jorge Sequeira           | 8     | 0,32 / 100,00   |
|                         | Cândido Ferreira         | 6     | 0,24 / 100,00   |
| Votos Inválidos         | Votos Inválidos          | 28    | 1,12 / 100,00   |
| Total                   | Total                    | 2 495 | 100,00 / 100,00 |
| Eleitorado/Participação | Eleitorado/Participação  | 4 745 | 52,58 / 100,00  |

#### São Sebastião
| Candidato               | Candidato                | Votos  | %               |
| ----------------------- | ------------------------ | ------ | --------------- |
|                         | Marcelo Rebelo de Sousa  | 6 895  | 37,29 / 100,00  |
|                         | António Sampaio da Nóvoa | 5 501  | 29,75 / 100,00  |
|                         | Marisa Matias            | 2 742  | 14,83 / 100,00  |
|                         | Edgar Silva              | 1 425  | 7,71 / 100,00   |
|                         | Maria de Belém Roseira   | 892    | 4,82 / 100,00   |
|                         | Vitorino Silva           | 441    | 2,39 / 100,00   |
|                         | Paulo de Morais          | 395    | 2,14 / 100,00   |
|                         | Henrique Neto            | 120    | 0,65 / 100,00   |
|                         | Jorge Sequeira           | 48     | 0,26 / 100,00   |
|                         | Cândido Ferreira         | 29     | 0,16 / 100,00   |
| Votos Inválidos         | Votos Inválidos          | 315    | 1,68 / 100,00   |
| Total                   | Total                    | 18 803 | 100,00 / 100,00 |
| Eleitorado/Participação | Eleitorado/Participação  | 44 258 | 42,48 / 100,00  |

#### Setúbal
| Candidato               | Candidato                | Votos  | %               |
| ----------------------- | ------------------------ | ------ | --------------- |
|                         | Marcelo Rebelo de Sousa  | 7 581  | 44,97 / 100,00  |
|                         | António Sampaio da Nóvoa | 4 773  | 28,31 / 100,00  |
|                         | Marisa Matias            | 1 936  | 11,48 / 100,00  |
|                         | Edgar Silva              | 896    | 5,32 / 100,00   |
|                         | Maria de Belém Roseira   | 680    | 4,03 / 100,00   |
|                         | Paulo de Morais          | 467    | 2,77 / 100,00   |
|                         | Vitorino Silva           | 319    | 1,89 / 100,00   |
|                         | Henrique Neto            | 142    | 0,84 / 100,00   |
|                         | Jorge Sequeira           | 39     | 0,23 / 100,00   |
|                         | Cândido Ferreira         | 24     | 0,14 / 100,00   |
| Votos Inválidos         | Votos Inválidos          | 305    | 1,78 / 100,00   |
| Total                   | Total                    | 17 162 | 100,00 / 100,00 |
| Eleitorado/Participação | Eleitorado/Participação  | 34 318 | 50,01 / 100,00  |